# مانويل كاباييرو
مانويل كاباييرو (بالإسبانية: Manuel Caballero) هو صحفي ومؤرخ فنزويلي، ولد في 5 ديسمبر 1931 في باركيسيميتو في فنزويلا، وتوفي في 12 ديسمبر 2010 في كاراكاس في فنزويلا.